# Camenabologue
Camenabologue (en irlandais : Céim na mBulóg, littéralement « col des bœufs ») est le septième plus haut sommet des montagnes de Wicklow, en Irlande, avec 758 mètres d'altitude.